# Justin Morrow
Justin Morrow (Cleveland, Ohio, Estados Unidos, 4 de octubre de 1987) es un exfutbolista estadounidense. Jugaba de defensa. Fue internacional absoluto con la selección de Estados Unidos entre 2013 y 2018, disputando cuatro encuentros.

## Trayectoria
Morrow jugó al soccer universitario por los Notre Dame Fighting Irish de la Universidad de Notre Dame entre 2006 y 2009. Fue incluido en el equipo ideal del Big East Academic en su segundo y tercer año, y en su cuarto año fue el capitán del equipo. Jugó 89 encuentros y anotó siete goles en su etapa universitaria.
Durante esos años, Morrow jugó para los Indiana Invaders, los Cleveland Internationals y el Chicago Fire Premier de la USL Premier Development League.

### San Jose Earthquakes
Morrow fue seleccionado por el San Jose Earthquakes en el 28.° lugar del SuperDraft de la MLS 2010. Debutó profesionalmente el 14 de abril contra el Real Salt Lake en la U.S. Open Cup. Debutó en la MLS el 1 de mayo contra el Colorado Rapids.
Sin lograr establecerse en el equipo titular, fue enviado a préstamo al FC Tampa Bay de la USSF Division 2 el 7 de septiembre de 2010. Regresó a San Jose a comienzos de la temporada 2011, sin embargo, fue enviado nuevamente a préstamo al Tampa Bay el 14 de julio, préstamo que solo duró hasta el 25 de julio.
Morrow logró afincarse en el equipo titular del club en la temporada de 2012, jugando 33 encuentros en la campaña que el club sorpresivamente ganó el Supporters' Shield. Morrow fue incluido en el juego de las estrellas de ese año.

### Toronto FC
Fue intercambiado al Toronto FC en la temporada 2013.
El 10 de diciembre de 2016, luego del empate 0-0 contra el Seattle Sounders de la Copa MLS 2016 en el BMO Field, Morrow falló el sexto lanzamiento en la tanda de penaltis; Román Torres anotó el lanzamiento que le dio el triunfo a Seattle.
En la temporada 2017 de la MLS, Morrow anotó su primer hat-trick el 30 de septiembre al New York Red Bulls en una victoria por 4-2. Toronto FC ganó el Supporters' Shield y la Copa MLS esa temporada.

## Selección nacional
Luego de su campaña en la temporada 2012, Morrow fue citado a la selección de Estados Unidos por primera vez. Debutó en enero de 2013 contra Canadá en un encuentro amistoso. Fue citado para formar parte del equipo que ganó la Copa de Oro de la Concacaf 2017.

## Estadísticas
Actualizado al último partido disputado el 3 de octubre de 2020.
| Indiana Invaders Estados Unidos | 4.ª           | 2007          | 8   | 1  | -  | - | -  | - | -  | - | 8   | 1  |
| Indiana Invaders Estados Unidos | Total club    | Total club    | 8   | 1  | 0  | 0 | 0  | 0 | 0  | 0 | 8   | 1  |
| Cleveland Internationals Estados Unidos | 4.ª           | 2008          | 14  | 11 | -  | - | -  | - | -  | - | 14  | 11 |
| Cleveland Internationals Estados Unidos | Total club    | Total club    | 14  | 11 | 0  | 0 | 0  | 0 | 0  | 0 | 14  | 11 |
| Chicago Fire Premier Estados Unidos | 4.ª           | 2009          | 15  | 1  | -  | - | -  | - | -  | - | 15  | 1  |
| Chicago Fire Premier Estados Unidos | Total club    | Total club    | 15  | 1  | 0  | 0 | 0  | 0 | 0  | 0 | 15  | 1  |
| Total amateur | Total amateur | Total amateur | 37  | 13 | 0  | 0 | 0  | 0 | 0  | 0 | 37  | 13 |
| San Jose Earthquakes Estados Unidos | 1.ª           | 2010          | 3   | 0  | 0  | 0 | -  | - | 0  | 0 | 0   | 0  |
| San Jose Earthquakes Estados Unidos | 1.ª           | 2011          | 9   | 0  | 0  | 0 | -  | - | -  | - | 0   | 0  |
| San Jose Earthquakes Estados Unidos | 1.ª           | 2012          | 33  | 1  | 2  | 0 | -  | - | 2  | 0 | 0   | 0  |
| San Jose Earthquakes Estados Unidos | 1.ª           | 2013          | 26  | 1  | 1  | 0 | 4  | 0 | -  | - | 0   | 0  |
| San Jose Earthquakes Estados Unidos | Total club    | Total club    | 71  | 2  | 3  | 0 | 4  | 0 | 0  | 0 | 0   | 0  |
| Tampa Bay Estados Unidos | 2.ª           | 2010          | 5   | 0  | 0  | 0 | -  | - | -  | - | 5   | 0  |
| Tampa Bay Estados Unidos | Total club    | Total club    | 5   | 0  | 0  | 0 | 0  | 0 | 0  | 0 | 5   | 0  |
| Tampa Bay Estados Unidos | 2.ª           | 2011          | 2   | 0  | 0  | 0 | -  | - | -  | - | 2   | 0  |
| Tampa Bay Estados Unidos | Total club    | Total club    | 2   | 0  | 0  | 0 | 0  | 0 | 0  | 0 | 2   | 0  |
| Toronto FC · Canadá | 1.ª           | 2014          | 31  | 0  | 3  | 0 | -  | - | -  | - | 34  | 0  |
| Toronto FC · Canadá | 1.ª           | 2015          | 32  | 2  | 2  | 0 | -  | - | 1  | 0 | 35  | 5  |
| Toronto FC · Canadá | 1.ª           | 2016          | 31  | 5  | 3  | 0 | -  | - | 6  | 0 | 40  | 5  |
| Toronto FC · Canadá | 1.ª           | 2017          | 28  | 8  | 3  | 0 | -  | - | 5  | 0 | 36  | 8  |
| Toronto FC · Canadá | 1.ª           | 2018          | 21  | 1  | 4  | 0 | 6  | 0 | -  | - | 31  | 1  |
| Toronto FC · Canadá | 1.ª           | 2019          | 28  | 1  | 4  | 0 | 2  | 0 | 4  | 0 | 38  | 1  |
| Toronto FC · Canadá | 1.ª           | 2020          | 12  | 0  | 0  | 0 | -  | - | 1  | 0 | 13  | 0  |
| Toronto FC · Canadá | Total club    | Total club    | 184 | 17 | 19 | 0 | 8  | 0 | 17 | 0 | 227 | 17 |
| Total carrera | Total carrera | Total carrera | 262 | 19 | 22 | 0 | 12 | 0 | 18 | 0 | 314 | 19 |
| (1) Incluye datos de la U.S. Open Cup y el Campeonato Canadiense de Fútbol (2) Incluye datos de la Liga de Campeones de la Concacaf y la Campeones Cup (3) Incluye datos de los playoffs de la Copa MLS y el MLS is Back Tournament |               |               |     |    |    |   |    |   |    |   |     |    |

## Palmarés

### Títulos nacionales
| Título                | Club                 | País           | Año  |
| --------------------- | -------------------- | -------------- | ---- |
| Supporters' Shield    | San Jose Earthquakes | Estados Unidos | 2012 |
| Campeonato Canadiense | Toronto FC           | Canadá         | 2016 |
| Supporters' Shield    | Toronto FC           | Estados Unidos | 2017 |
| Copa MLS              | Toronto FC           | Estados Unidos | 2017 |
| Campeonato Canadiense | Toronto FC           | Canadá         | 2017 |
| Campeonato Canadiense | Toronto FC           | Canadá         | 2018 |

### Títulos internacionales
| Título      | Club                        | País           | Año  |
| ----------- | --------------------------- | -------------- | ---- |
| Copa de Oro | Selección de Estados Unidos | Estados Unidos | 2017 |

(*) Incluyendo la selección

### Distinciones individuales
| Distinción                      | Año  |
| ------------------------------- | ---- |
| Jego de las estrellas de la MLS | 2012 |
| MLS Best XI                     | 2017 |